# Giorgio Holzmann
Giorgio Holzmann (Bolzano, 21 gennaio 1957) è un politico italiano.

## Biografia
All'età di 13 anni entra nel MSI ma deve attendere un anno prima di potersi iscrivere al gruppo giovanile. Nel 1971, raggiunto il limite d'età di 14 anni, si iscrive alla Giovane Italia, e nel 1973 viene eletto segretario provinciale del Fronte della Gioventù e nella Direzione Provinciale del MSI. Sarà, per quell'epoca, il più giovane responsabile del movimento giovanile del MSI d'Italia.
Dopo il servizio militare trascorso nel Corpo degli Alpini a Cuneo, Bolzano e Bassano del Grappa, iniziò la sua carriera professionale inizialmente come rappresentante di commercio e poi come ispettore assicurativo. Nel 1981 si sposa, ma il matrimonio sarà di breve durata e la politica prenderà nuovamente il sopravvento sulle sue priorità di vita.

## Carriera politica
Nel 1985 entra per la prima volta in Consiglio Comunale a Bolzano con il Movimento Sociale Italiano e nel 1988 in quello provinciale dove verrà riconfermato nel 1993, 1999 e nel 2003. Nel 1994 s'iscrive alla Facoltà di Giurisprudenza dell'Università di Trento dove darà con profitto alcuni esami, ma sarà costretto a fermarsi perché gli incarichi politici saranno sempre più numerosi ed impegnativi (Consigliere Provinciale e Regionale, Vice Presidente del Partito e responsabile degli Enti Locali).
Dopo la Svolta di Fiuggi è stato nominato Presidente provinciale di Alleanza Nazionale, partito nel quale ha ricoperto anche il ruolo di coordinatore regionale e di membro dell'assemblea nazionale.
Alle elezioni provinciali altoatesine del 1998 e del 2003 è risultato il candidato di lingua italiana più votato e nel 2003 diventa vicepresidente del Consiglio Provinciale di Bolzano. Nel 1994, nel 1999 e nel 2004 inoltre è stato l'unico candidato del Trentino-Alto Adige di AN alle elezioni Europee.
Alle comunali di Bolzano del 2000, Holzmann è stato eletto in Consiglio Comunale a Bolzano ed è risultato il candidato più votato in tutti i comuni dell'Alto Adige, fra tutti i partiti. Sempre nello stesso anno promuove il referendum per restituire il nome di piazza della Vittoria a Bolzano, modificato da una delibera di giunta, e lo vince con il 65% dei voti. Nello stesso anno viene nominato dal Segretario Nazionale Gianfranco Fini, Commissario delle Federazioni di Trento e Rovereto con l'incarico di portarle a congresso e riunificarle.
È stato successivamente nominato, da parte del Governo Berlusconi nel 2001 nelle commissioni paritetiche dei 12 e dei 6. La Commissione dei Dodici è una commissione "paritetica" istituita dallo Statuto della Regione Trentino Alto Adige che deve fornire al Governo il proprio parere sulle Norme di attuazione dello Statuto, le quali sono emanate dal Governo con decreti legislativi. La Commissione è composta da dodici membri di cui sei in rappresentanza dello Stato, due del Consiglio regionale, due del Consiglio provinciale di Trento e due del Consiglio provinciale di Bolzano. Di questi, tre devono appartenere al gruppo linguistico tedesco. In seno alla Commissione dei dodici è istituita una speciale commissione per le norme di attuazione relative alle materie attribuite alla competenza della Provincia Autonoma di Bolzano. Questa seconda commissione è composta da sei membri (Commissione dei sei), di cui tre in rappresentanza dello Stato e tre in rappresentanza della Provincia Autonoma di Bolzano. Uno dei membri in rappresentanza dello Stato deve appartenere al gruppo linguistico tedesco; uno di quelli in rappresentanza della Provincia di Bolzano deve appartenere al gruppo linguistico italiano. In tale ruolo, come componente in quota allo Stato, ha contribuito attivamente a risolvere positivamente un problema che si trascinava da decenni e fonte di polemiche e rivendicazioni cicliche: quello della dichiarazione di appartenenza al gruppo linguistico in occasione del censimento della popolazione. La nuova norma adottata ha risolto tutti i dubbi e le critiche ed è stata salutata positivamente da tutte le forze politiche.
Alle elezioni provinciali del 2003 ha raccolto circa 10.000 voti di preferenza, un numero mai eguagliato da nessun candidato del gruppo linguistico italiano dal 1945 ad oggi.
Nel 2016 si è candidato sindaco a Bolzano con la lista Alleanza per Bolzano (comprendente la civica di Giovanni Benussi, Il Popolo della Famiglia, Conservatori e Riformisti, Nuovo PSI e Fratelli d'Italia). Holzmann ottiene 2059 voti (4,83%) ed entra in consiglio comunale, assieme al compagno di lista Benussi. 

### Eletto alla Camera dei deputati
Alle elezioni politiche del 2006 è stato eletto per la prima volta alla Camera dei Deputati per Alleanza Nazionale ed è stato nominato nella più importante Commissione Legislativa: la Prima Commissione Affari Costituzionali.
È stato rieletto alla Camera dei Deputati alle elezioni politiche del 2008 con la lista de Il Popolo della Libertà del quale è stato anche membro del Consiglio Direttivo ed è stato uno dei parlamentari più presenti nel corso della legislatura. Ha presentato una ventina di proposte di legge, tra le quali una modifica organica dello Statuto di autonomia del Trentino Alto Adige. Nel 2008 è entrato nelle commissioni Difesa e Giustizia della Camera. Come membro della Commissione Difesa ha partecipato ad alcuni viaggi e missioni in Iraq, Libano, Israele e ad El Alamein in Egitto.
Nel 2009 entra anche nella Croce Rossa come volontario nel Corpo Militare con il grado di Sottotenente. Partecipa a numerosi corsi di formazione a Verona e Marina di Massa, nonché a varie attività e campi (Soave e Tregnago) e alle operazioni di soccorso alla popolazione in Abruzzo colpita dal terremoto, presso il Campo Base CRI a L'Aquila. Si è poi dedicato a lungo all'assistenza nel disinnesco e brillamento dei numerosi ordigni bellici inesplosi che è una delle attività più ricorrenti del Corpo Militare della Croce Rossa. In provincia di Bolzano negli ultimi anni vengono fatti brillare circa 20.000 ordigni bellici l'anno, per lo più residuati della prima Guerra Mondiale. 
Profondamente deluso dalla situazione politica nazionale e locale ed in posizione molto critica verso la classe dirigente italiana che secondo lui ha smarrito i valori che stanno alla base di una società sana, dopo oltre 45 anni di militanza politica, quattro legislature in Consiglio Regionale e due in Parlamento, ha lasciato la politica attiva per dedicarsi esclusivamente ad attività benefiche e di volontariato. È stato attivo nel direttivo del Comitato locale della Croce Rossa di Bolzano e nel Corpo Militare con il ruolo di vice responsabile regionale con il grado di Capitano. Si è congedato dal Corpo Militare nel gennaio 2025. Nel mese di aprile 2025 ha aderito a Forza Italia collaborando alla campagna elettorale per le elezioni nel Comune di Bolzano. Ha declinato l'offerta di candidarsi in quanto ha ritenuto di voler lasciare spazio agli altri candidati e di volersi adoperare per l'organizzazione del partito.

## Onorificenze
Cavaliere dell'Ordine al Merito della Repubblica, Grand'Ufficiale dell'Ordine Melitense, Medaglia d'Oro della Croce Rossa,  Medaglia d'Argento della Croce Rossa Italiana, Medaglia di Bronzo della Croce Rossa Italiana, Medaglia della Protezione Civile (sisma Abruzzo), Medaglia della Croce Rossa, benemerenza per l'attività prestata durante l'epidemia Covid.